# پروستکی
پروستکی (به لهستانی:  Prostki) یک روستا در لهستان است که در گمینا پروستکی واقع شده‌است. پروستکی ۳٬۰۰۰ نفر جمعیت دارد.